# Symphonie no 3 de Górecki
Pour les articles homonymes, voir Symphonie no 3.
La Troisième Symphonie dite Symphonie des chants plaintifs (Op. 36) est une œuvre pour soprano et orchestre symphonique écrite par le compositeur polonais Henryk Górecki en 1976.

## Historique
Cette symphonie, écrite par Henryk Górecki entre le 30 octobre et le 30 décembre 1976 à Katowice, fut créée le 4 avril 1977 au Festival international d'art contemporain de Royan par l'Orchestre symphonique du Südwestrundfunk de Baden-Baden, que dirigeait Ernest Bour. Elle est un tournant dans l'écriture du compositeur avec un retour à la musique tonale après sa période sérielle, comme le réalisent à la même époque Arvo Pärt ou Krzysztof Penderecki auxquels il est souvent associé.
Le succès international de Górecki est essentiellement dû à la découverte de cette œuvre après l'enregistrement en 1992 de cette symphonie par Nonesuch Records et le succès de vente en Occident qui s'ensuivit. Le disque se vendit à plus d'un million d'exemplaires en Grande-Bretagne et aux États-Unis, et fut élu disque de l'année à Londres en 1994. La Troisième Symphonie reste la seule du compositeur réellement connue d'un large public.

## Structure
La symphonie est écrite pour une soprano, quatre flûtes dont deux piccolos, quatre clarinettes, deux bassons et deux contrebassons, quatre cors, quatre trombones, une harpe, un piano et une section à cordes. Górecki se démarque de la tradition classique ou baroque en ne découpant pas sa symphonie en trois mouvements de tempos contrastés de type vif-lent-vif ou même lent-vif-lent, mais en trois mouvements lents dont l'exécution dure environ 55 minutes :
1. Lento - sostenuto tranquillo ma cantabile ;
2. Lento e largo - tranquillisimo;
3. Lento - cantabile semplice.

Le premier mouvement, le plus ample de la Symphonie, commence par un vaste prélude orchestral préparant à une complainte qui s'inspire d'une lamentation des Chants de Lysagora du monastère de la Sainte Croix, écrits au XVe siècle. Le thème est celui de l'amour d'une mère pour son fils, en l'occurrence de Marie pour son fils.
Le deuxième mouvement est une prière, Zdrowas Mario, à la Vierge Marie inscrite par une prisonnière, Helena Wanda Blażusiakówna, sur le mur de sa cellule dans le siège central de la Gestapo à Zakopane, situé dans le sud de la Pologne dans la Voïvodie de Petite-Pologne. Le mouvement est particulièrement connu.
Le troisième mouvement, dans lequel la soprano déclame le texte d'un chant populaire écrit dans le dialecte de la région d'Opole, a pour thème le deuil d'une mère pour son fils.

## Utilisation dans le domaine artistique
- En 1985, le réalisateur Maurice Pialat utilise le premier mouvement pour le final de son film Police ;
- Le premier mouvement est également utilisé dans la scène finale du film État second (Fearless, 1993) de Peter Weir ;
- Le chorégraphe Kader Attou crée Symfonia Piesni Zalosnych sur cette symphonie en 2010[5] ;
- Le deuxième mouvement dans le film The Tree of Life (2011) de Terrence Malick ;
- Paul Andrew Williams utilise la Symphonie dans le film Eichmann : un procès pour l'Histoire (2015) ;
- Le deuxième mouvement de la symphonie a été utilisé pour la bande-annonce du jeu vidéo Call of Duty: WWII (2017) ;
- La Symphonie illustre le mariage de la princesse Margaret dans la saison 2 de The Crown (2017).
- On peut entendre un extrait du deuxième mouvement dans le film My Beautiful Boy sorti en 2018.
- Le troisième mouvement est utilisé dans le film Une Vie cachée de Terrence Malick (2019).

## Discographie
| Année | Soprano             | Chef d'orchestre     | Orchestre                                                             | Label |
| ----- | ------------------- | -------------------- | --------------------------------------------------------------------- | --- |
| 1977  | Stefania Woytowicz  | Ernest Bour          | Orchestre symphonique de la SWR de Baden-Baden et Fribourg-en-Brisgau | Erato, 1986 (vinyl) / Belart, 1993 / Apex, 2003 |
| 1982  | Stefania Woytowicz  | Wlodzimierz Kamirski | Deutsches Symphonie-Orchester Berlin                                  | Schwann, 1986 |
| 1984  | Luisa Castellani    | Anton Nanut          | Slovenian Symphony Orchestra                                          | Audiophile Classics, 2005 |
| 1987  | Stefania Woytowicz  | Jerzy Katlewicz      | Orchestre symphonique national de la radio polonaise                  | Olympia, 1987 / Muza-Polskie Nagrania, 1993 |
| 1991  | Dawn Upshaw         | David Zinman         | London Sinfonietta                                                    | Elektra Nonesuch, 1992 |
| 1992  | Joanna Kozlowska    | Kazimierz Kord       | Orchestre philharmonique de Varsovie                                  | Philips Classics, 1994, 2000, 2002 / Universal classics, 2004 / Decca, 2012, 2014 |
| 1993  | Zofia Kilanowicz    | Jerzy Swoboda        | Polish State Philharmonic Orchestra of Katowice                       | Karussell, 1994 / Vox, 1995 / Decca Eloquence, 1999 |
| 1993  | Zofia Kilanowicz    | Antoni Wit           | Orchestre symphonique national de la radio polonaise                  | Naxos, 1994, 2006 |
| 1994  | Theresa Erbe        | Werner Stiefel       | Orchestre symphonique de la SWR de Baden-Baden et Fribourg-en-Brisgau | Sony-Columbia, 1995 / Denon Essentials, 2011 |
| 1995  | Doreen De Feis      | Adrian Leaper        | Orquesta Filarmónica de Gran Canaria                                  | Arte Nova Classics, 1995, 1996, 2005 |
| 1995  | Zofia Kilanowicz    | Jacek Kasprzyk       | K. Szymanowski State Philharmonic Orchestra                           | EMI Classics, 1995, 1997, 2005 |
| 1995  | Susan Gritton       | Iouri Simonov        | Royal Philharmonic Orchestra                                          | Tring International PLC, 1996 / Planet Media, 2000 / Brilliant Classics, 2000 / TIM The International Music Company AG, 2003 / Allegria, 2004 / Multicom City (SACD), 2005 / Regis, 2004, 2008 / Audiophile collection, 2010 / Alto, 2012 |
| 2001  | Yvonne Kenny        | Takuo Yuasa          | Orchestre symphonique d'Adélaïde                                      | ABC Classics, 2001 |
| 2005  | Ingrid Perruche     | Alain Altinoglu      | Sinfonia Varsovia                                                     | Naïve, 2005 |
| 2009  | Christine Brewer    | Donald Runnicles     | Orchestre symphonique d'Atlanta                                       | Telarc Classical, 2009 |
| 2012  | Isabel Bayrakdarian | John Axelrod         | Orchestre symphonique national du Danemark                            | Sony Classical, 2012 |
| 2016  | Megan Stetson       | Colin Stetson        | Disque Sorrow – A Reimagining of Gorecki's 3rd Symphony               | 52Hz, 2016 |
| 2019  | Beth Gibbons        | Krzysztof Penderecki | Orchestre symphonique national de la radio polonaise                  | Domino, 2019 |
| 2020  | Lisa Gerrard        | Yordan Kamdzhalov    | The Genesis Orchestra                                                 | Label: Besant Hall Records, 2020 |